# Recordes do Tour de France
Um piloto foi Rei das Montanhas, ganhou a classificação combinação, prêmio combatividade, a competição pontos, e o Tour no mesmo ano-Eddy Merckx em 1969, que também foi o primeiro ano em que participou.
Richard Virenque (França) detém o recorde absoluto na montanha, tendo ganho o título de "Rei da Montanha" sete vezes, em 1994, 1995, 1996, 1997, 1999, 2003 e 2004. Além dele, ganharam o título de "Rei da Montanha" seis vezes: Federico Bahamontes (Espanha) em 1954, 1958, 1959, 1962, 1963, 1964 e Lucien Van Impe (Bélgica) em 1971, 1972, 1975, 1977, 1981, 1983.
Por duas vezes o Tour foi vencida por um piloto que nunca usou a camiseta amarela até que a corrida tinha acabado. Em 1947, Jean Robic derrubou um deficit de três minutos em uma fase final 257 km em Paris. Em 1968, Jan Janssen da Holanda garantiu sua vitória no contra-relógio individual no último dia.
O tour foi vencida três vezes por pilotos que lideraram a classificação geral na primeira fase e foram segurando a liderança por todo o caminho até Paris. Maurice Garin fez isso durante a primeira edição do Tour de 1903, ele repetiu o feito no ano seguinte, mas os resultados foram anulados pelos funcionários como uma resposta à fraude generalizada. Ottavio Bottechia completou uma varredura CG desde o início ao fim em 1924. E em 1928, Nicolas Frantz realizou o CG durante toda a corrida, e no final, o pódio consistia unicamente dos membros da sua equipe de corrida. Embora ninguém iguala-se esse feito desde '28, quatro vezes um piloto assumiu a liderança CG na segunda etapa e carregou a liderança todo o caminho para Paris.
A maioria das aparições têm sido por George Hincapie com 17. Sabendo-se da suspensão do Hincapie para o uso de substâncias dopantes, antes que segurava a marca para a maioria dos acabamentos consecutivos com dezasseis anos, tendo completado todos, mas seu primeiro, Joop Zoetemelk detém o recorde de maior acabamentos, tendo completado todos 16 dos Tours que ele começou.

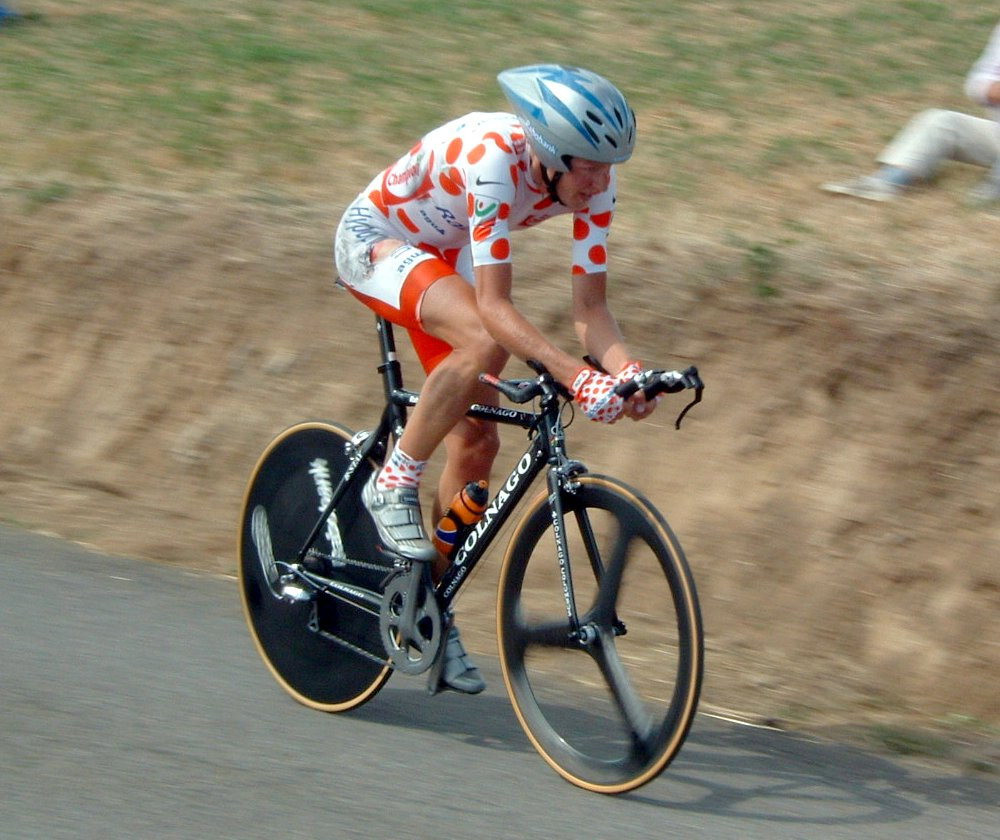
Michael Rasmussen com a camiseta da montanha em 2005.

Nos primeiros anos do Tour, os ciclistas montaram individualmente, e às vezes eram proibidos de andar juntos. Isso levou a grandes lacunas entre o vencedor e o número dois. Uma vez que os ciclistas agora tendem a permanecer juntos em um pelotão, as margens do vencedor tornaram-se menores, como a diferença geralmente se origina a partir de contra-relógios, fugas ou finais no topo da montanha, ou de ser deixado para trás do pelotão.  As oito margens entre primeiro e segundo piloto são as seguintes:. A maior margem de lucro, em comparação, é que do primeiro Tour, em 1903 : 45s 2h 49m entre Maurice Garin e Lucien Pothier.
Três pilotos ganharam 8 etapas num único ano: Charles Pélissier (1930), Eddy Merckx (1970, 1974), Freddy Maertens (1976). Marc Cavendish têm mais vitórias em sprints em massa com 25 etapas ganhas, à frente de André Darrigade e André Leducq com 22, François Faber com 19 e Eddy Merckx com 18. O mais novo Tour de France vencedor da etapa é Fabio Battesini, que tinha 19 anos quando ganhou uma etapa na Tour de France de 1931.
A etapa de largada em massa mais rápida foi em 1999 de Laval a Blois (194.5 km), vencida por Mario Cipollini a 50.4 km/h. A etapa de contra-relógio completa mais rápida foi a etapa de abertura de 2005 vencida por [[David Zabriskie], Fromentine – Noirmoutier-en-l'Ile (19 km) a 54.7 km/h. Chris Boardman pilotou mais rapío durante a etapa prologue de 1994, Lille-Euralille (7.2 km), com 55.2 km/h. A etapa mais rápida foi em 2013 vencida pelo time Orica GreenEDGE num contra-relógio por equipes. Eles completaram os  25 km em Nice (etapa 5) a 57.8 km/h.
A mais longa fuga com sucesso na era pós guerra por um único piloto foi por Albert Bourlon na Tour de France de 1947. Na etapa de  Carcassone-Luchon, ele isolou-se em 253 km. Foi uma de sete fugas maiores que 200 km, a maior em 1991 com uma fuga de 234 km por Thierry Marie. Bourlon acabou 16 m 30s à frente. Este é uma das maiores diferenças mas não a maior. Esse recorde pertençe a José-Luis Viejo, que venceu o peloton por 22 m 50s na etapa de 1976 Montgenèvre-Manosque. Ele foi o quarto e mais recente piloto a vencer a etapa por mais de 20 minutos.

## Vitórias na classificação geral
| Vitórias   | Ciclista         | Voltas                   |
| ---------- | ---------------- | ------------------------ |
| 5 vitórias | Jacques Anquetil | 1957, 1961 a 1964        |
| 5 vitórias | Eddy Merckx      | 1969 a 1972, 1974        |
| 5 vitórias | Bernard Hinault  | 1978-1979-1981-1982-1985 |
| 5 vitórias | Miguel Induráin  | 1991 a 1995              |

## Vitórias na classificação geral (por país)
Actualizado em 26-Maio-2017
| País           | Voltas |
| -------------- | ------ |
| França         | 36     |
| Bélgica        | 18     |
| Espanha        | 12     |
| Itália         | 10     |
| Luxemburgo     | 5      |
| Reino Unido    | 4      |
| Estados Unidos | 3      |
| Países Baixos  | 2      |
| Suíça          | 2      |
| Alemanha       | 1      |
| Dinamarca      | 1      |
| Irlanda        | 1      |
| Austrália      | 1      |

## Vitórias de etapas por nações
Actualizado em 28-Jul-2014
| País          | Etapas |
| ------------- | ------ |
| França        | 693    |
| Bélgica       | 467    |
| Itália        | 263    |
| Países Baixos | 168    |
| Espanha       | 123    |
| Luxemburgo    | 70     |
| Alemanha      | 69     |
| Suíça         | 60     |

| País           | Etapas |
| -------------- | ------ |
| Reino Unido    | 55     |
| Austrália      | 24     |
| Estados Unidos | 20     |
| Dinamarca      | 18     |
| Noruega        | 16     |
| Colômbia       | 14     |
| Portugal       | 12     |
| Irlanda        | 11     |

| País        | Etapas |
| ----------- | ------ |
| Rússia      | 10     |
| Uzbequistão | 9      |
| Cazaquistão | 5      |
| Eslováquia  | 5      |
| Áustria     | 4      |
| Estónia     | 4      |
| Eslovênia   | 4      |
| Ucrânia     | 4      |
| Polónia     | 3      |

| País            | Etapas |
| --------------- | ------ |
| Letônia         | 2      |
| México          | 2      |
| Tchecoslováquia | 2      |
| África do Sul   | 1      |
| Brasil          | 1      |
| Canadá          | 1      |
| Suécia          | 1      |
| Lituânia        | 1      |

## Mais dias com amaillot jaune(camisa amarela)

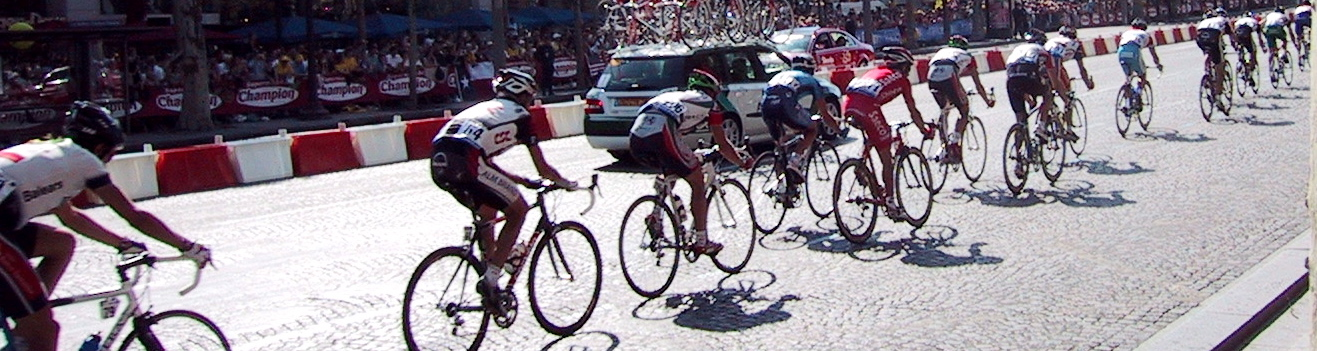
Os corredores na avenida Champs-Élysées.

| Dias | Ciclista         |
| ---- | ---------------- |
| 111  | Eddy Merckx      |
| 79   | Bernard Hinault  |
| 60   | Miguel Indurain  |
| 52   | Jacques Anquetil |

## Mais vitórias no Prémio da Montanha
| Vitórias | Ciclista            | Voltas                              |
| -------- | ------------------- | ----------------------------------- |
| 7        | Richard Virenque    | 1994 a 1997, em 1999, 2003 e 2004   |
| 6        | Federico Bahamontès | 1954, 1958, 1959 e de 1962 a 1964   |
| 6        | Lucien Van Impe     | 1971, 1971, 1975, 1977, 1983 e 1983 |

## Classificação por pontos
Actualizado em 28-Jul-2014
| Vitórias | Ciclista                 | Voltas                             |
| -------- | ------------------------ | ---------------------------------- |
| 7        | Peter Sagan              | 2012-2013-2014-2015-2016-2018-2019 |
| 6        | Erik Zabel               | 1996 a 2001                        |
| 4        | Sean Kelly               | 1982-1983-1985-1989                |
| 3        | Jan Janssen              | 1964-1965-1967                     |
| 3        | Eddy Merckx              | 1969-1971-1972                     |
| 3        | Freddy Maertens          | 1976-1978-1981                     |
| 3        | Djamolidine Abdoujaparov | 1991-1993-1994                     |

## Mais vitórias de etapas
| Vitórias | Ciclista        |
| -------- | --------------- |
| 35       | Mark Cavendish  |
| 34       | Eddy Merckx     |
| 28       | Bernard Hinault |
| 25       | André Leducq    |

## Mais vitórias de etapas no mesmo Tour
| Vitórias | Ciclista          | Voltas      |
| -------- | ----------------- | ----------- |
| 8        | Eddy Merckx       | 1970 - 1974 |
| 8        | Charles Pélissier | 1930        |
| 8        | Freddy Maertens   | 1976        |

## Recorde de participação
Actualizado em 28-Jul-2014
| Voltas | Ciclista                |
| ------ | ----------------------- |
| 17     | Stuart O'Grady          |
| 17     | George Hincapie         |
| 17     | Jens Voigt              |
| 16     | Joop Zoetemelk          |
| 15     | Lucien Van Impe Bélgica |
| 15     | Viatcheslav Ekimov      |
| 15     | Guy Nulens              |
| 15     | Christophe Moreau       |
| 14     | Erik Zabel              |
| 14     | Raymond Poulidor        |
| 14     | André Darrigade         |
| 14     | Sean Kelly              |
| 14     | Jules Deloffre          |

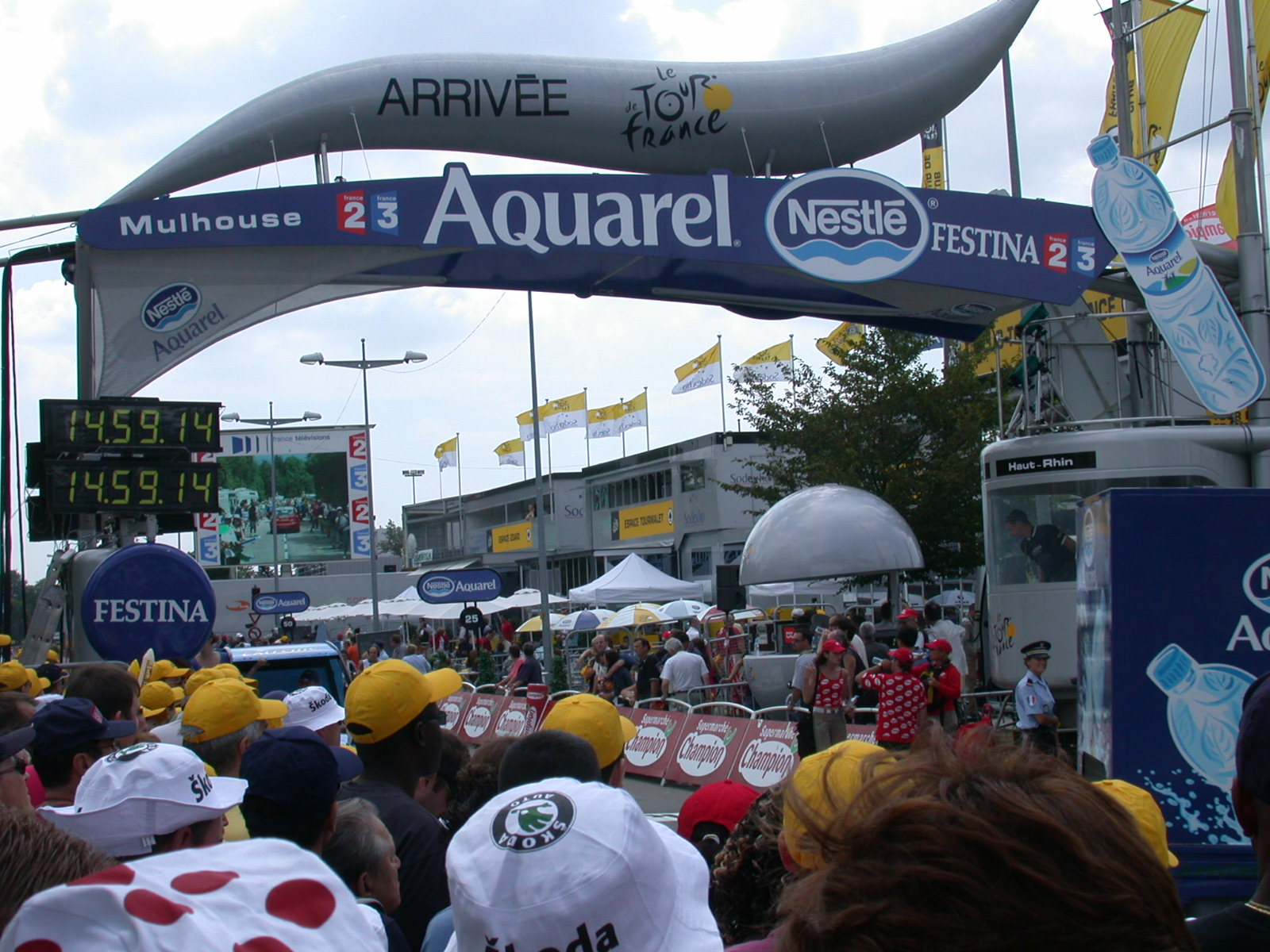
A linha de chegada em Mulhouse (2005).

Em 1969, Eddy Merckx terminou o Tour com as camisolas amarela, verde e "às pintas" (montanha).
Poucos corredores realizaram o feito extraordinário de ganhar, no mesmo ano, o Giro e o Tour de France:
| Vitórias         | Voltas             |
| ---------------- | ------------------ |
| Fausto Coppi     | 1949 e 1952,       |
| Jacques Anquetil | 1964,              |
| Eddy Merckx      | 1970, 1972 e 1974, |
| Bernard Hinault  | 1982 e 1985,       |
| Stephen Roche    | 1987               |
| Miguel Induráin  | 1992 e 1993        |
| Marco Pantani    | 1998.              |

Em 1978, Bernard Hinault venceu o Tour de France e a Volta da Espanha.

## Médias horárias mais elevadas do Tour de France
A comparação entre as diferentes edições deve ser ponderada por diferentes parâmetros, principalmente a intensidade da corrida, sobretudo no início da etapa, os diferentes percursos e as condições meteorológicas diversas de um ano a outro.
- 39,983 km/h : Marco Pantani (1998)
- 39,504 km/h : Miguel Induráin (1992)

## Classificação geral
| Volta                               | Ano  | Vencedor            | Segundo lugar            | Terceiro lugar           | Etapas | km.    | Vel. média (km/h) | Equipa                         |
| ----------------------------------- | ---- | ------------------- | ------------------------ | ------------------------ | ------ | ------ | ----------------- | ------------------------------ |
| 1ª                                  | 1903 | Maurice Garin       | Lucien Pothier           | Fernand Augereau         | 6      | 2428   | 26,45             | La Française                   |
| 2ª                                  | 1904 | Henri Cornet        | Jean-Baptiste Dortignacq | Aloïs Catteau            | 6      | 2428   | 25,26             | Cycles JC                      |
| 3ª                                  | 1905 | Louis Trousselier   | Hippolyte Aucouturier    | Jean-Baptiste Dortignacq | 11     | 2975   | 27,28             | Cycles Peugeot                 |
| 4ª                                  | 1906 | René Pottier        | Georges Passerieu        | Louis Trousselier        | 13     | 4637   | 24,46             | Cycles Peugeot                 |
| 5ª                                  | 1907 | Lucien Petit-Breton | Gustave Garrigou         | Émile Georget            | 14     | 4488   | 28,47             | Cycles Peugeot                 |
| 6ª\|                                | 1908 | Lucien Petit-Breton | François Faber           | Georges Passerieu        | 14     | 4488   | 28,74             |                                |
| 7ª                                  | 1909 | François Faber      | Gustave Garrigou         | Jean Alavoine            | 14     | 4497   | 28,66             | Alycon                         |
| 8ª                                  | 1910 | Octave Lapize       | François Faber           | Gustave Garrigou         | 15     | 4700   | 28,68             | Alycon                         |
| 9ª                                  | 1911 | Gustave Garrigou    | Paul Duboc               | Émile Georget            | 15     | 5544   | 27,32             | Alycon                         |
| 10ª                                 | 1912 | Odile Defraye       | Eugène Christophe        | Gustave Garrigou         | 15     | 5229   | 27,89             | Alycon                         |
| 11ª                                 | 1913 | Philippe Thys       | Gustave Garrigou         | Marcel Buysse            | 15     | 5387   | 27,63             | Cycles Peugeot                 |
| 12ª                                 | 1914 | Philippe Thys       | Henri Pélissier          | Jean Alavoine            | 15     | 5414   | 27,03             | Cycles Peugeot                 |
| 1915 a 1918 Primeira Guerra Mundial |      |                     |                          |                          |        |        |                   |                                |
| 13ª                                 | 1919 | Firmin Lambot       | Jean Alavoine            | Eugène Christophe        | 15     | 5560   | 24,95             | La Sportive                    |
| 14ª                                 | 1920 | Philippe Thys       | Hector Heusghem          | Firmin Lambot            | 15     | 5503   | 24,13             | La Sportive                    |
| 15ª                                 | 1921 | Léon Scieur         | Hector Heusghem          | Honoré Barthélémy        | 15     | 5484   | 27,72             | La Sportive                    |
| 16ª                                 | 1922 | Firmin Lambot       | Jean Alavoine            | Félix Sellier            | 15     | 5375   | 24,20             | Cycles Peugeot                 |
| 17ª                                 | 1923 | Henri Pélissier     | Ottavio Bottecchia       | Romain Bellenger         | 15     | 5386   | 24,43             | Automoto                       |
| 18ª                                 | 1924 | Ottavio Bottecchia  | Nicolas Frantz           | Lucien Buysse            | 15     | 5427   | 23,96             | Automoto                       |
| 19ª                                 | 1925 | Ottavio Bottecchia  | Lucien Buysse            | Bartolomeo Aymo          | 18     | 5430   | 24,78             | Automoto                       |
| 20ª                                 | 1926 | Lucien Buysse       | Nicolas Frantz           | Bartolomeo Aymo          | 17     | 5745   | 24,07             | Automoto                       |
| 21ª                                 | 1927 | Nicolas Frantz      | Maurice De Waele         | Julien Vervaecke         | 24     | 5321   | 26,84             | Alcyon                         |
| 22ª                                 | 1928 | Nicolas Frantz      | André Leducq             | Maurice De Waele         | 22     | 5377   | 27,83             | Alcyon                         |
| 23ª                                 | 1929 | Maurice De Waele    | Giuseppe Pancera         | Jos Demuysere            | 22     | 5288   | 28,32             | Alcyon                         |
| 24ª                                 | 1930 | André Leducq        | Learco Guerra            | Antonin Magne            | 21     | 4818   | 27,98             | França                         |
| 25ª                                 | 1931 | Antonin Magne       | Jos Demuysere            | Antonio Pesenti          | 24     | 5095   | 28,76             | França                         |
| 26ª                                 | 1932 | André Leducq        | Kurt Stoepel             | Francesco Camusse        | 21     | 4502   | 29,22             | França                         |
| 27ª                                 | 1933 | Georges Speicher    | Learco Guerra            | Giuseppe Martano         | 23     | 4395   | 29,70             | França                         |
| 28ª                                 | 1934 | Antonin Magne       | Giuseppe Martano         | Roger Lapébie            | 23     | 4363   | 29,46             | França                         |
| 29ª                                 | 1935 | Romain Maes         | Ambrogio Morelli         | Felicien Vervaecke       | 21     | 4302   | 30,56             | Bélgica                        |
| 30ª                                 | 1936 | Sylvère Maes        | Antonin Magne            | Felicien Vervaecke       | 21     | 4442   | 31,07             | Bélgica                        |
| 31ª                                 | 1937 | Roger Lapébie       | Mario Vicini             | Leo Amberg               | 20     | 4415   | 31,74             | França                         |
| 32ª                                 | 1938 | Gino Bartali        | Felicien Vervaecke       | Victor Cosson            | 21     | 4694   | 31,56             | Itália                         |
| 33ª                                 | 1939 | Sylvère Maes        | René Vietto              | Lucien Vlaemynck         | 18     | 4224   | 31,89             | Bélgica                        |
| 1940-1946 Segunda Guerra Mundial    |      |                     |                          |                          |        |        |                   |                                |
| 34ª                                 | 1947 | Jean Robic          | Ed Fachleitner           | Pierre Brambilla         | 21     | 4640   | 31,50             |                                |
| 35ª                                 | 1948 | Gino Bartali        | Briek Schotte            | Guy Lapébie              | 21     | 4922   | 33,40             | Itália                         |
| 36ª                                 | 1949 | Fausto Coppi        | Gino Bartali             | Jacques Marinelli        | 21     | 4813   | 32,12             | Itália                         |
| 37ª                                 | 1950 | Ferdi Kübler        | Stan Ockers              | Louison Bobet            | 22     | 4776   | 32,78             | Suíça                          |
| 38ª                                 | 1951 | Hugo Koblet         | Raphael Geminiani        | Lucien Lazaridés         | 24     | 4474   | 31,43             | Suíça                          |
| 39ª                                 | 1952 | Fausto Coppi        | Stan Ockers              | Bernardo Ruiz            | 23     | 4807   | 31,60             | Itália                         |
| 40ª                                 | 1953 | Louison Bobet       | Jean Malléjac            | Giancarlo Astrua         | 22     | 4479   | 34,61             | França                         |
| 41ª                                 | 1954 | Louison Bobet       | Ferdi Kubler             | Fritz Schaer             | 23     | 4855   | 34,64             | França                         |
| 42ª                                 | 1955 | Louison Bobet       | Jean Brankart            | Charly Gaul              | 22     | 4495   | 34,43             | França                         |
| 43ª                                 | 1956 | Roger Walkowiak     | Gilbert Bauvin           | Jan Adriaensens          | 22     | 4528   | 36,51             | Nord-Est-Centre                |
| 44ª                                 | 1957 | Jacques Anquetil    | Marc Janssens            | Adolf Christian          | 22     | 4555   | 34,51             | França                         |
| 45ª                                 | 1958 | Charly Gaul         | Vito Favero              | Raphael Geminiani        | 24     | 4319   | 36,91             | Holanda-Luxemburgo             |
| 46ª                                 | 1959 | Federico Bahamontes | Henri Anglade            | Jacques Anquetil         | 22     | 4363   | 35,24             | Espanha                        |
| 47ª                                 | 1960 | Gastone Nencini     | Graziano Battistini      | Jan Adrianensens         | 21     | 4272   | 37,21             | Itália                         |
| 48ª                                 | 1961 | Jacques Anquetil    | Guido Carlesi            | Charly Gaul              | 21     | 4394   | 36,28             | França                         |
| 49ª                                 | 1962 | Jacques Anquetil    | Jef Planckaert           | Raymond Poulidor         | 22     | 4272   | 37,31             | St-Raphael                     |
| 50ª                                 | 1963 | Jacques Anquetil    | Federico Bahamontes      | José Pérez-Francés       | 21     | 4140   | 36,46             | St-Raphael                     |
| 51ª                                 | 1964 | Jacques Anquetil    | Raymond Poulidor         | Federico Bahamontes      | 22     | 4505   | 35,42             | St-Raphael                     |
| 52ª                                 | 1965 | Felice Gimondi      | Raymond Poulidor         | Gianni Motta             | 22     | 4175   | 36,09             | Salvarini                      |
| 53ª                                 | 1966 | Lucien Aimar        | Jan Janssen              | Raymond Poulidor         | 22     | 4329   | 36,60             | Ford                           |
| 54ª                                 | 1967 | Roger Pingeon       | Julio Jiménez            | Franco Balmanion         | 22     | 4780   | 34,76             | França                         |
| 55ª                                 | 1968 | Jan Janssen         | Herman Vanspringel       | Ferdinand Bracke         | 22     | 4662   | 34,89             | Holanda                        |
| 56ª                                 | 1969 | Eddy Merckx         | Roger Pingeon            | Raymond Poulidor         | 22     | 4102   | 35,30             | Faema                          |
| 57ª                                 | 1970 | Eddy Merckx         | Joop Zoetemelk           | Gosta Pettersson         | 23     | 4366   | 36,49             | Faemino                        |
| 58ª                                 | 1971 | Eddy Merckx         | Joop Zoetemelk           | Lucien Van Impe          | 20     | 3689   | 36,93             | Molteni                        |
| 59ª                                 | 1972 | Eddy Merckx         | Felice Gimondi           | Raymond Poulidor         | 20     | 3846   | 35,37             | Molteni                        |
| 60ª                                 | 1973 | Luis Ocaña          | Bernard Thévenet         | José Manuel              | 20     | 4140   | 33,92             | Bic                            |
| 61ª                                 | 1974 | Eddy Merckx         | Raymond Poulidor         | Vicente López-Carril     | 22     | 4098   | 35,24             | Molteni                        |
| 62ª                                 | 1975 | Bernard Thévenet    | Eddy Merckx              | Lucien Van Impe          | 22     | 3999   | 34,90             | Peugeot                        |
| 63ª                                 | 1976 | Lucien Van Impe     | Joop Zoetemelk           | Raymond Poulidor         | 22     | 4016   | 34,51             | Gitane                         |
| 64ª                                 | 1977 | Bernard Thévenet    | Hennie Kuiper            | Lucien Van Impe          | 22     | 4092   | 35,59             | Peugeot                        |
| 65ª                                 | 1978 | Bernard Hinault     | Joop Zoetemelk           | Joaquim Agostinho        | 22     | 3913   | 34,93             | Renault                        |
| 66ª                                 | 1979 | Bernard Hinault     | Joop Zoetemelk           | Joaquim Agostinho        | 24     | 3720   | 36,07             | Renault                        |
| 67ª                                 | 1980 | Joop Zoetemelk      | Hennie Kuiper            | Raymond Martin           | 22     | 3945   | 35,32             | TI Raleigh                     |
| 68ª                                 | 1981 | Bernard Hinault     | Lucien Van Impe          | Robert Alban             | 22     | 3756   | 37,99             | Renault                        |
| 69ª                                 | 1982 | Bernard Hinault     | Joop Zoetemelk           | Johan Van der Velde      | 21     | 3512   | 37,47             | Renault                        |
| 70ª                                 | 1983 | Laurent Fignon      | Angel Arroyo             | Peter Winnen             | 22     | 3962   | 35,91             | Renault                        |
| 71ª                                 | 1984 | Laurent Fignon      | Bernard Hinault          | Greg LeMond              | 23     | 4021   | 34,91             | Renault                        |
| 72ª                                 | 1985 | Bernard Hinault     | Greg LeMond              | Stephen Roche            | 22     | 4128   | 36,22             | La Vie Claire                  |
| 73                                  | 1986 | Greg LeMond         | Bernard Hinault          | Urs Zimmermann           | 23     | 4083   | 36,92             | La Vie Claire                  |
| 74ª                                 | 1987 | Stephen Roche       | Pedro Delgado            | Jean Francois Bernard    | 25     | 4232   | 36,65             | Carrera                        |
| 75ª                                 | 1988 | Pedro Delgado       | Steven Rooks             | Fabio Parra              | 22     | 3282   | 39,91             | Reynolds                       |
| 76ª                                 | 1989 | Greg LeMond         | Laurent Fignon           | Pedro Delgado            | 21     | 3286   | 37,49             | ADR Agrigel                    |
| 77ª                                 | 1990 | Greg LeMond         | Claudio Chiappucci       | Erik Breukink            | 21     | 3449   | 38,62             | Z-Tomasso                      |
| 78ª                                 | 1991 | Miguel Induráin     | Gianni Bugno             | Claudio Chiappucci       | 22     | 3915   | 38,75             | Illes Balears                  |
| 79ª                                 | 1992 | Miguel Induráin     | Piotr Ugrumov            | Marco Pantani            | 21     | 3968   | 38,29             | Banesto                        |
| 82ª                                 | 1995 | Miguel Induráin     | Alex Zülle               | Laurent Jalabert         | 21     | 3636   | 39,19             | Banesto                        |
| 83ª                                 | 1996 | Bjarne Riis         | Jan Ullrich              | Richard Virenque         | 22     | 3765   | 39,23             | Team Telekom                   |
| 84ª                                 | 1997 | Jan Ullrich         | Richard Virenque         | Marco Pantani            | 22     | 3944   | 39,75             | Team Telekom                   |
| 85ª                                 | 1998 | Marco Pantani       | Jan Ullrich              | Bobby Julich             | 22     | 3875   | 39,98             | Mercatone Uno                  |
| 86ª                                 | 1999 | Lance Armstrong     | Alex Zülle               | Fernando Escartín        | 21     | 3870   | 40,72             | US Postal                      |
| 87ª                                 | 2000 | Lance Armstrong     | Jan Ullrich              | Joseba Beloki            | 21     | 3662   | 39,54             | US Postal                      |
| 88ª                                 | 2001 | Lance Armstrong     | Jan Ullrich              | Joseba Beloki            | 21     | 3453   | 40,07             | US Postal                      |
| 89ª                                 | 2002 | Lance Armstrong     | Joseba Beloki            | Raimondas Rumsas         | 21     | 3462   | 39,99             | US Postal                      |
| 90ª                                 | 2003 | Lance Armstrong     | Jan Ullrich              | Alexandre Vinokourov     | 21     | 3403   | 40,94             | US Postal                      |
| 91ª                                 | 2004 | Lance Armstrong     | Andreas Klöden           | Ivan Basso               | 21     | 3395   | 41,65             | US Postal                      |
| 92ª                                 | 2005 | Lance Armstrong     | Ivan Basso               | Jan Ullrich              | 21     | 3608   | 41,65             | Discovery Channel              |
| 93ª                                 | 2006 | Óscar Pereiro       | Andreas Klöden           | Carlos Sastre            | 21     | 3657   | 40,78             | Caisse d'Epargne-Illes Balears |
| 94ª                                 | 2007 | Alberto Contador    | Cadel Evans              | Levi Leipheimer          | 21     | 3547   | 38,97             | Discovery Channel              |
| 95ª                                 | 2008 | Carlos Sastre       | Cadel Evans              | Bernhard Kohl            | 21     | 3558   | 40,49             | Team CSC Saxo Bank             |
| 96ª                                 | 2009 | Alberto Contador    | Andy Schleck             | Sem Terceiro Lugar       | 21     | 3459   | 40,30             | Astana                         |
| 97ª                                 | 2010 | Andy Schleck        | Denis Menchov            | Samuel Sánchez           | 20     | 3641   | 39,9              | Astana                         |
| 98ª                                 | 2011 | Cadel Evans         | Andy Schleck             | Fränk Schleck            | 21     | 3430   | 39,78             | Garmin-Cervélo                 |
| 99ª                                 | 2012 | Bradley Wiggins     | Chris Froome             | Vincenzo Nibali          | 21     | 3497   | 39,78             | RadioShack-Nissan              |
| 100ª                                | 2013 | Chris Froome        | Nairo Quintana           | Joaquim Rodríguez        | 21     | 3403   | 40,5              | Team Saxo-Tinkoff              |
| 101ª                                | 2014 | Vincenzo Nibali     | Jean-Christophe Péraud   | Thibaut Pinot            | 21     | 3663,5 | 40,71             | Ag2r-La Mondiale               |
| 102ª                                | 2015 | Chris Froome        | Nairo Quintana           | Alejandro Valverde       | 21     | 3660,3 | 39,64             | Movistar Team                  |